# Liste de jeux vidéo Sailor Moon
La franchise Sailor Moon a été adaptée en jeux vidéo.

## Principaux jeux
| Nom                                                                  | Éditeur (s)                               | Plate-forme(s)              | Genre         | Date(s) de sortie                  |
| -------------------------------------------------------------------- | ----------------------------------------- | --------------------------- | ------------- | ---------------------------------- |
| Sailor Moon                                                          | Angel (Super Nintendo) Ma-Ba (Mega Drive) | Super Nintendo Mega Drive   | Beat them all | Japon : 27 août 1993 France : 1994 |
| Sailor Moon R                                                        | Bandai                                    | Super Nintendo              | Beat them all | Japon : 29 décembre 1993           |
| Bishōjo Senshi Sailor Moon S - Jōgai Rantō!? Shuyaku Sōdatsusen      | Angel                                     | Super Nintendo              | Combat        | Japon : 1994                       |
| Pretty Soldier Sailor Moon S                                         | Bandai                                    | 3DO Interactive Multiplayer | Combat        | Japon : 1995                       |
| Pretty Soldier Sailor Moon                                           | Banpresto                                 | Arcade                      | Beat them all | Japon : mars 1995                  |
| Pretty Soldier Sailor Moon: Another Story                            | Angel                                     | Super Nintendo              | RPG           | Japon : 22 septembre 1995          |
| Bishōjo Senshi Sailor Moon SuperS - Zenin Sanka!! Shuyaku Sōdatsusen | Angel                                     | Super Nintendo              | Combat        | Japon : 1996                       |

## Liste des jeux par console

### Arcade
- Pretty Soldier Sailor Moon
- Quiz Sailor Moon - Chiryoku Tairyoku Toki no Un

### Nintendo
- Sailor Moon (Nintendo Game Boy)
- Sailor Moon R (Nintendo Game Boy)
- Sailor Moon (Super Nintendo)
- Sailor Moon R (Super Famicom)
- Sailor Moon S: Jōgai Rantō!? Shuyaku Sōdatsusen (Super Famicom)
- Sailor Moon S Kurukkurin (Super Famicom)
- Sailor Moon S: Kondo wa Puzzle de Oshiokiyo! (Super Famicom)
- Sailor Moon: Another Story (Super Famicom)
- Sailor Moon SuperS: Fuwa Fuwa Panic (Super Famicom)
- Sailor Moon SuperS: Zenin Sanka!! Shuyaku Sōdatsusen (Super Famicom)
- Sailor Moon Sailor Stars: Fuwa Fuwa Panic 2 (Super Famicom)
- Sailor Moon: La luna splende (Nintendo DS)

### Sega
- Sailor Moon S (Sega Pico)
- Sailor Moon SuperS (Sega Pico)
- Sailor Moon Sailor Stars (Sega Pico)
- Sailor Moon (Mega Drive)
- Sailor Moon S (Game Gear)
- Sailor Moon SuperS - Various Emotion (Sega Saturn)

### Playstation
- Sailor Moon SuperS: Shin Shuyaku Sōdatsusen (PlayStation)
- Sailor Moon: Happy Chibiusa World (PlayStation)

### Playdia
- Sailor Moon S: Quiz Taiketsu! Sailor Power Ketsushū
- Sailor Moon SuperS: Sailor Moon to Hajimete no Eigo
- Sailor Moon SuperS: Sailor Moon to Hiragana Lesson!
- Sailor Moon SuperS: Yōkoso! Sailor Yōchien

### PC
- Sailor Moon
- The 3D Adventures of Sailor Moon
- Sailor Moon and Her Sailor Scouts Computer Fun Set
- Sailor Moon Horoskop and Games

### Autres plates-formes
- Sailor Moon SuperS (Design Master)
- Sailor Moon (PC-Engine CD)
- Sailor Moon Collection (PC-Engine CD)
- Sailor Moon S (3DO)
- Sailor Moon S - Kotaete Moon Call (Telebikko)

### Jeux vidéo incluant des personnages de Sailor Moon
- Panic in Nakayoshi World (Nintendo Super Famicom)
- Nakayoshi to Issho (Nintendo Famicom)
- Welcome Nakayoshi Park (Nintendo Game Boy)